# Сигово (Калужская область)
Сигово — деревня в Износковском районе Калужской области Российской Федерации. Входит в состав сельского поселения «Село Шанский Завод». Название распространено в Карелии, также Сиг, Сигой — некалендарное имя-прозвище, от слова «сигать». Сиг — северная рыба семейства лососевых, древнеисландское слово.

## Физико-географическое положение
Стоит на берегах реки Сеговка и автодороги 29К-013, соединяющей Курганы (трасса А 130) и Износки. Ближайшие населенные пункты — деревня Дороховая и Калиновка.

## История
Относилось к исторической Морозовской волости Медынского уезда.
В 1782 году Сигово — дворцовая деревня Морозовской волости Медынского уезда, на речке Сиговка.
По спискам населенных мест Калужской губернии от 1863 года Сегово(Сигово) — казенная деревня 2 стана Медынского уезда.
В конце XIX веке значится как деревня Сигово, Дороховской волости 2-го стана Медынского уезда.